# Neuhaus am Rennweg
Neuhaus am Rennweg es una ciudad situada en el distrito de Sonneberg, en el estado federado de Turingia (Alemania), a una altitud de 800 metros. Su población a finales de 2016 era de unos 6800 habitantes y su densidad poblacional, 85 hab/km².
Se encuentra ubicado al sureste de la ciudad de Suhl, y a poca distancia al norte de la frontera con el estado de Baviera. Dentro del distrito, no pertenece a ninguna mancomunidad (Verwaltungsgemeinschaft), pero su ayuntamiento ejerce funciones de mancomunidad para el vecino municipio de Goldisthal. El municipio incluye las pedanías de Steinheid, Limbach, Neumannsgrund, Scheibe-Alsbach, Siegmundsburg, Lichte y Piesau; la mayoría de estas pedanías eran antiguos municipios que fueron incorporados al término municipal de la ciudad entre 2011 y 2019.
Se conoce la existencia del lugar como zona habitada desde 1366, cuando se menciona en un documento de la Casa de Schwarzburgo como una zona de caza con el nombre de Schmalenbuche. La localidad fue fundada en 1607 como un centro de fabricación de vidrio vinculado a Lauscha. En 1923 se fusionaron los pueblos colindantes de Schmalenbuche, Igelshieb y Neuhaus para dar lugar a la localidad actual, que adquirió el estatus de ciudad en 1933.